# Giuseppe Pancera
Giuseppe Pancera (né le 10 janvier 1901 à Castelnuovo del Garda, dans la province de Vérone en Vénétie et mort dans la même ville le 19 avril 1977) est un coureur cycliste italien, dont la carrière se déroule du milieu des années 1920 au milieu des années 1930.

## Biographie
Professionnel de 1925 à 1934 dans diverses équipes (Olympia, Berrettini, Touring, La Rafale, Dei), Giuseppe Pancera a remporté la Coppa Bernocchi à deux reprises et Rome-Naples-Rome. Ses frères Antonio et Eliseo ont également été cyclistes professionnels.

## Palmarès
- 1925
  - 3e de Milan-Turin
  - 3e de la Coppa Bernocchi
  - 6e de Milan-San Remo
  - 9e du Tour de Lombardie
- 1926
  -  Champion d'Italie des indépendants
  - Coppa Bernocchi
  - Coppa d'Inverno
  - 2e de la Coppa Moradei
  - 2e du Circuito del Medio Po
  - 3e de Rome-Naples-Rome
  - 7e de Milan-San Remo
- 1927
  - Coppa Bernocchi
  - Rome-Naples-Rome
  - 2e du championnat d'Italie sur route
  - 3e de la Coppa Placci
  - 4e du Tour de Catalogne
  - 4e du Tour de Lombardie
  - 5e du Tour d'Italie
  - 7e de Milan-San Remo
- 1928
  - 3e étape du Tour de Catalogne
  - 2e du Tour d'Italie
- 1929
  - 2e du Tour de France
  - 6e de Milan-San Remo
  - 7e du Tour d'Italie
- 1930
  - 2e, 3e et 7e étapes du Tour de Catalogne
  - 5e du Tour de Catalogne
- 1931
  - 3e de Paris-Brest-Paris

## Résultats sur les grands tours

### Tour de France
4 participations
- 1929 : 2e
- 1930 : 20e
- 1931 : abandon (23e étape)
- 1932 : 32e

### Tour d'Italie
- 1925 : 11e
- 1926 : 12e
- 1927 : 5e
- 1928 : 2e
- 1929 : 7e
- 1930 : abandon
- 1934 : 39e